# Magritte (filmprijs)
De Magritte du cinéma is een belangrijke filmprijs in België, bedoeld om de (hoofdzakelijk) Franstalige Belgische cinema te lauweren. De prijs is genoemd naar de surrealistische kunstschilder René Magritte.
De prijs is ingesteld in 2010 door de Franse Gemeenschap en voor het eerst uitgereikt in februari 2011. De organisatie wordt verzorgd door de Académie André Delvaux. Vijf jaar na het stopzetten van de Belgische Joseph Plateauprijs, werden er terug Franstalige Belgische filmprijzen uitgereikt. Het jaar voordien had men in Vlaanderen reeds de Vlaamse Filmprijzen in het leven geroepen.
De ceremonie van de prijsuitreiking wordt jaarlijks gehouden in februari in het SQUARE-gebouw te Brussel en wordt op televisie uitgezonden door BeTV.
Op 5 februari 2011 werd de eerste uitreiking voorgezeten door Jaco Van Dormael. De prijs voor de beste film ging naar Mr. Nobody. Op 4 februari 2012 was Bertrand Tavernier voorzitter en werd Les Géants de laureaat van de Magritte voor Beste film.  De twee eerste edities werden gepresenteerd door Helena Noguerra. Op 2 februari 2013 werd onder het voorzitterschap van Yolande Moreau À perdre la raison de film van het jaar. Op 1 februari 2014 ging de uitreiking door onder het voorzitterschap van Émilie Dequenne. Net als in 2013 presenteerde Fabrizio Rongione ook in 2014 het gala evenement. De tekenfilm Ernest et Célestine kreeg de Magritte voor de Beste film 2013.
Op 7 februari 2015 presenteerde de Franstalige acteur Charlie Dupont voor het eerst het gala, ditmaal voorgezeten door François Damiens. De film Deux jours, une nuit van Luc en Jean-Pierre Dardenne kreeg de Magritte voor de Beste film 2014. Dupont was ook het volgende jaar, op 6 februari 2016 de ceremoniemeester van de zesde editie met als voorzitster Marie Gillain. De avond kleurde erg Vlaams met respectievelijk Veerle Baetens en Wim Willaert bekroond als beste actrice en beste acteur. D'Ardennen van Robin Pront won de categorie Beste Vlaamse film.
De 7e uitreiking van de Magritte du cinéma vond plaats op 4 februari 2017 voor de Belgische Franstalige films uit 2016. De uitreiking vond plaats in het Square - Brussels Meeting Centre te Brussel met Anne-Pascale Clairembourg als gastvrouw.

## Categorieën
De Magritte wordt uitgereikt in de volgende categorieën:
- Beste film
- Beste debuutfilm
- Beste regisseur
- Beste Vlaamse film
- Beste buitenlandse film in coproductie
- Beste acteur
- Beste acteur in een bijrol
- Beste jong mannelijk talent
- Beste actrice
- Beste actrice in een bijrol
- Beste jong vrouwelijk talent
- Beste kostuums
- Beste decor
- Beste montage
- Beste filmmuziek
- Beste scenario of bewerking
- Beste geluid
- Beste korte film
- Beste documentaire